# Marek Čech (futbolista txec)
|  | No s'ha de confondre amb Marek Čech (futbolista eslovac). |

Marek Čech (nascut el 8 d'abril de 1976 a Ostrava, Txecoslovàquia), és un futbolista txec que juga actualment com a porter al Sparta de Praga.